# Vojkovice (kraj środkowoczeski)
Vojkovice – gmina w Czechach, w powiecie Mielnik, w kraju środkowoczeskim. Według danych z dnia 1 stycznia 2013 liczyła 819 mieszkańców.